# Scleropages leichhardti
Scleropages leichhardti é uma espécie de peixe da família Osteoglossidae.
É endémica da Austrália.